# Eduardo Depauli
Eduardo Depauli (también conocido como Candelario Paparulo, el 28 de febrero de 1909 en Montevideo - 21 de julio de 1946 en Montevideo) fue un actor y comediante uruguayo.